# Fluxo de energia (física)
Em física, o fluxo de energia é a taxa de transferência de energia através de uma superfície. A quantidade é definida em taxa de transferência de energia por unidade de área (Unidades SI: W⋅m−2 = J⋅m−2⋅s−1) ou definida pela taxa total de transferência de energia (Unidades SI: W = J⋅s−1). A densidade de fluxo, o fluxo medido por unidade de área, também é frequentemente referido como "fluxo".